# Оукв'ю (Міссурі)
Оукв'ю (англ. Oakview) — селище (англ. village) в США, в окрузі Клей штату Міссурі. Населення — 366 осіб (2020).

## Географія
Оукв'ю розташований за координатами 39°12′31″ пн. ш. 94°34′13″ зх. д. / 39.20861° пн. ш. 94.57028° зх. д. (39.208549, -94.570410).  За даними Бюро перепису населення США в 2010 році селище мало площу 0,45 км², уся площа — суходіл.

## Демографія
Згідно з переписом 2010 року, у селищі мешкало 375 осіб у 156 домогосподарствах у складі 101 родини. Густота населення становила 829 осіб/км².  Було 165 помешкань (365/км²).
Расовий склад населення:
| - 85,9 % — білих - 2,4 % — корінних американців - 2,1 % — чорних або афроамериканців - 1,3 % — азіатів - 5,1 % — осіб інших рас |

До двох чи більше рас належало 3,2 %. Частка іспаномовних становила 6,7 % від усіх жителів.
За віковим діапазоном населення розподілялося таким чином: 21,3 % — особи молодші 18 років, 66,4 % — особи у віці 18—64 років, 12,3 % — особи у віці 65 років та старші. Медіана віку мешканця становила 38,6 року. На 100 осіб жіночої статі у селищі припадало 95,3 чоловіків;  на 100 жінок у віці від 18 років та старших — 98,0 чоловіків також старших 18 років.
Середній дохід на одне домашнє господарство  становив 63 853 долари США (медіана — 56 429), а середній дохід на одну сім'ю — 72 365 доларів (медіана — 60 938). За межею бідності перебувало 9,6 % осіб, у тому числі 14,2 % дітей у віці до 18 років та 5,0 % осіб у віці 65 років та старших.
Цивільне працевлаштоване населення становило 251 осіб. Основні галузі зайнятості: освіта, охорона здоров'я та соціальна допомога — 15,1 %, науковці, спеціалісти, менеджери — 14,7 %, виробництво — 12,7 %, роздрібна торгівля — 11,2 %.